# Brachioppiella pocsi
Brachioppiella pocsi är en kvalsterart som först beskrevs av Sandór Mahunka 2002.  Brachioppiella pocsi ingår i släktet Brachioppiella och familjen Oppiidae. Inga underarter finns listade.